# Puylaurens
Puylaurens település Franciaországban, Tarn megyében. Lakosainak száma 3212 fő (2022. január 1.). Puylaurens Appelle, Bertre, Blan, Cuq-Toulza, Lacroisille, Guitalens-L’Albarède, Lempaut, Montgey, Péchaudier, Poudis, Prades, Saint-Germain-des-Prés, Saint-Paul-Cap-de-Joux, Saint-Sernin-lès-Lavaur, Sémalens és Vielmur-sur-Agout községekkel határos.

## Népesség
A település népességének változása:
| Lakosok száma | 3255 | 3269 | 3367 | 3236 | 3198 | 3160 | 3194 | 3204 | 3212 |
|               | 2013 | 2015 | 2016 | 2017 | 2018 | 2019 | 2020 | 2021 | 2022 |